# Линия на смъртта (филм, 2017)
„Линия на смъртта“ (на английски: Flatliners) е американски научнофантастичен филм, филм на ужасите и психологическа драма от 2017 г. на режисьора Нилс Арден Оплев, а сценарият е на Бен Рипли. Като самостоятелно продължение и римейк на едноименния филм от 1990 г., във филма участват Елиът Пейдж, Диего Луна, Нина Добрев, Джеймс Нортън, Кирси Клемънс и Кийфър Съдърланд. Премиерата на филма е в Съединените щати на 29 септември 2017 г. от „Кълъмбия Пикчърс“.